# ذا العين (الملاح)

تعديل مصدري - تعديل

ذا العين هي إحدى قرى عزلة الملاح بمديرية الملاح التابعة لمحافظة لحج، بلغ تعداد سكانها 25 نسمة حسب تعداد اليمن لعام 2004.